# ورک‌دی
ورک‌دی (انگلیسی: Workday) شرکت نرم‌افزار آمریکایی است، که در سال ۲۰۰۵ توسط  دیو دافیلد و آنیل بوسری تأسیس شد.